# NKT

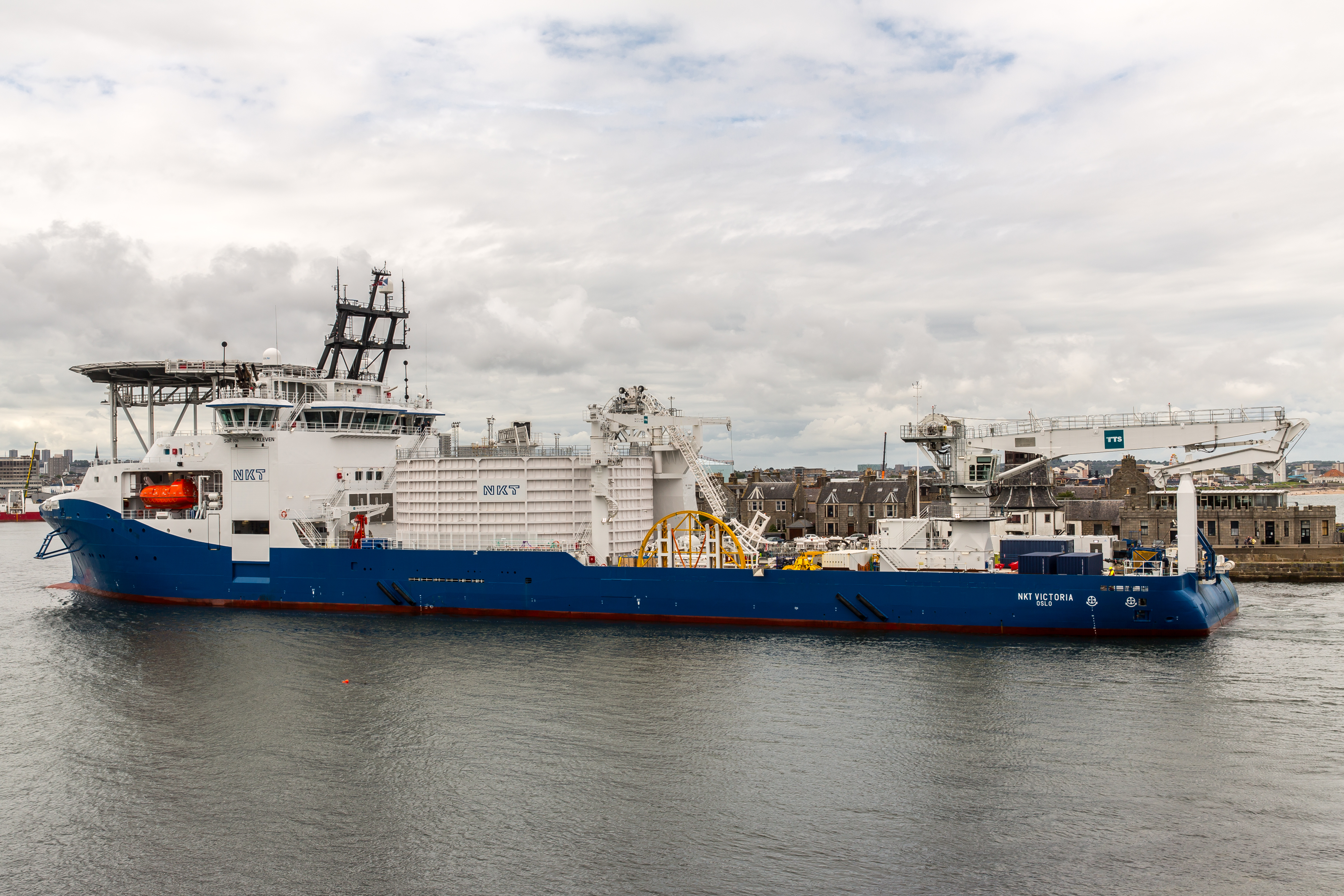
Kabelläggningsfartyget NKT Victoria.

NKT A/S (Nasdaq Nordic: NKT: NKT), ursprungligen Nordiske Kabel- og Traadfabriker A/S och tidigare NKT Holding A/S, är ett industriföretag inom elkraftkablar samt optiska komponenter, lasrar och optiska fibrer. Företagets huvudkontor ligger i Brøndby utanför Köpenhamn. Företaget har varit börsnoterat sedan 1898 och aktien handlas på Nasdaq Copenhagen.

## Verksamhet
NKT A/S har två huvudsakliga verksamheter:
- NKT - kraftkablar
- NKT Photonics - optiska lasrar

Från 1989 till 2017 ägde NKT A/S Nilfisk, som tillverkar rengöringsmaskiner till både den privata och den professionella marknaden. Den 12 oktober 2017 blev Nilfisk självständigt börsnoterat på Nasdaq OMX Copenhagen.

## Verksamhet utanför Danmark
NKT har fabriker för kraftkabeltillverkning i Köln och Karlskrona (Verkö). I Verköfabriken, som tidigare ägdes av ABB Cables, tillverkades kabeln till Nordlink mellan Norge och Tyskland. NKT fick 2020 ordern för en XLPE-kabel för 525 kV  högspänd likström (HVDC) för 750 km för att föra elkraften vidare till södra Tyskland. 
NKT övertog 2013 från Ericsson Cables en kabelfabrik i Falun. Där tillverkas installationskablar, kablar för mellan- och högspänning samt kablar till telekommunikationsindustrin.